# Lookglansslak
De lookglansslak (Oxychilus alliarius) is een slakkensoort uit de familie van de Oxychilidae. De wetenschappelijke naam van de soort werd in 1822 voor het eerst geldig gepubliceerd door Johann Samuel Miller. De lookglansslak dankt zijn naam aan de knoflookachtige geur die hij afscheidt als hij wordt aangevallen.

## Kenmerken
Het dextrale slakkenhuisje is afgeknot kegelvormig en meet 4,5 tot 7 mm in diameter en is 2,5 tot 3,5 mm hoog bij het volwassen dier. In het zijaanzicht is de naad slechts licht verhoogd. Het beschikt over 4 tot 4,5 windingen die langzaam en gelijkmatig toenemen. Alleen de laatste winding kan iets verlaagd zijn ten opzichte van de as van de vorige windingen. De bovenkant van de windingen is licht gewelfd, de naden zijn matig diep. De omtrek is goed gewelfd, de onderkant is vlak. De mond is bijna afgerond wanneer direct bekeken, slechts lichtjes transversaal elliptisch tot eivormig (afgezien van de snede van de vorige winding). Het mondoppervlak staat onder een hoek met de windingas. De mondrand is recht en geslepen. De navel is relatief breed, neemt ongeveer 1/6 van de totale diameter in beslag en kan enigszins excentrisch zijn.
De kleur van de schelp varieert van roodachtig tot geelbruin, soms met een lichtgroene tint. Het is doorschijnend, vaak melkachtig ondoorzichtig aan de onderkant in het navelgebied. Afgezien van fijne groeilijnen is het oppervlak bijna glad en zeer glanzend. De groeilijnen zijn beter zichtbaar, vooral bij de naden. Het zijn ook heel vage, golvende spiraallijnen. Het lichaam van het dier is blauwgrijs. De voet is slank en leigrijs. De zool is in de lengte in drieën verdeeld. De kaak is oxygnatisch. Hierdoor lijkt de licht doorschijnende behuizing van een levende dier ook veel donkerder. Het dier geeft bij aanraking een sterke knoflookgeur af. Deze geur kan al waarneembaar zijn bij het verwijderen van het bladafval waaronder de dieren leven.

### Vergelijkbare soorten
In vergelijking met de kelder-glansslak (Oxychilus cellarius) is het huisje vanaf de derde winding iets strakker opgerold. De naad is wat dieper en het slakkenhuisje is merkbaar kleiner. De uitgesproken geur van knoflook, waaraan de soort zijn naam dankt, is niet soortspecifiek, aangezien de Zwitserse glansslak (Oxychilus navarricus) en de grote glansslak (Oxychilus draparnaudi) ook licht naar knoflook ruiken. De lookglansslak ruikt echter het meest intens.

## Geografische spreiding en leefgebied
Het verspreidingsgebied is Noordwest-Europa-Atlantisch (Azoren, Britse eilanden, IJsland, Groenland, Scandinavische kustgebieden, Noord- en Midden-Duitsland, Oostzeegebied), maar ook enkele verspreide voorvallen in Oost-Europa en in het Middellandse Zeegebied (Noord-Portugal, Catalonië , Noord-Griekenland). De soort is antropogeen geïntroduceerd in veel andere regio's, zoals Noord-Amerika (bijvoorbeeld Washington, Hawaii), Nieuw-Zeeland, Zuid-Afrika, St. Helena, Juan Fernández-eilanden, Australië en Zuid-Amerika.
De soort leeft onder gebladerte, hout of stenen in loofbossen. Het wordt ook af en toe gevonden in tuinen en kassen. Het verdraagt ook licht zure grond.